# Sabatia angularis
Sabatia angularis är en gentianaväxtart som först beskrevs av Carl von Linné, och fick sitt nu gällande namn av Frederick Traugott Pursh. Sabatia angularis ingår i släktet Sabatia och familjen gentianaväxter. Inga underarter finns listade i Catalogue of Life.